# Алайгир
Алайги́р (каз. Алаайғыр) — станційне селище у складі Шуського району Жамбильської області Казахстану. Входить до складу Шокпарського сільського округу.
У радянські часи селище називалось Ала-Айгір.
Населення — 59 осіб (2021; 227 у 2009, 105 у 1999, 120 у 1989).